# Дом подо львом
Дом подо львом, другие названия — Дом Борецкого, Дом Кочовичовой, Корчма «Подо львом» (пол. Kamienica pod Lwem, Kamienica Boreckiego,  Kamienica Koczowiczowska, Zajazd "Pod Lwem") — дом, находящийся на улице Лясоты, 2 в краковском районе Подгуже, Польша. Памятник культуры Малопольского воеводства.
Дом был построен в XVIII веке. Был перестроен в начале XIX века. В первой половине XIX века дом находился поблизости моста Кароля и был гостиницей на границе между Краковом и Австро-Венгрией. До нашего времени сохранился первоначальный оригинальный фасад с большим барельефом льва, а также своды на первом и втором этажах.
20 апреля 1936 года здание было внесено в реестр памятников культуры Малопольского воеводства (№ А-229).